# 2K 마린
2K 마린(영어: 2K Marin)은 미국 캘리포니아주 노바토에 위치한 게임 개발회사이다. 공식 발표에서 밝힌 내용에 따르면, 이 회사는 지적 재산의 개발과 다른 2K 제작사와 함께 제품을 공동개발하는 것에 초점을 두고 있다. 예전 2K 보스턴 직원 5명이 팀에 배치되어 있다.

## 게임
- 2007년 - 바이오쇼크 (플레이스테이션 3) (2K 보스턴/2K 오스트레일리아, 디지털 익스트림즈와 공동 작업)[3][4]
- 2010년 - 바이오쇼크 2[5]
- 2012년 - 바이오쇼크 3